# 韓國陸軍特戰司令部

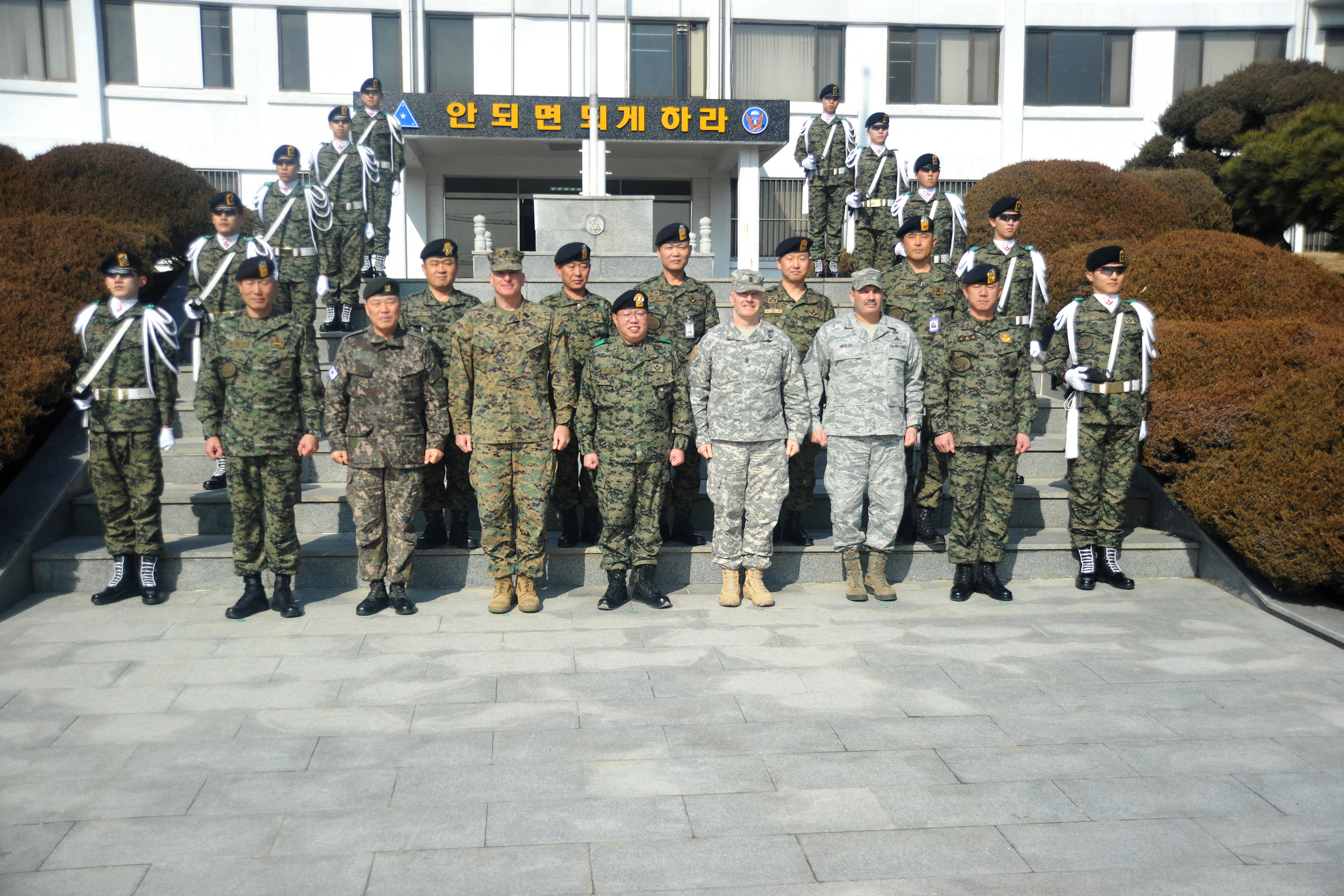

韓國陸軍特戰司令部（：／）是韓國陸軍的特種作戰指揮部，簡稱特戰司（특전사），下轄數個旅級特戰單位，並負責各種非常規作戰及敵後偵察任務。
该部队的前身可追溯至朝鲜战争期间的KLO部队（韩国联络处）。停战后，这些侦察和游击部队的成员被编入韩国陆军，并在1958年4月1日成立了第1战斗团，代号“7725部队”，首任團長为白文吾上校。
陸軍特戰司令部下的各單位與美國陸軍特種部隊有密切的合作關係，這些部隊中常派出志願者接受高難度的武器使用及跳傘訓練。此外，自1990年代起也開始派遣人員赴聯合國的維和訓練機構接受專業訓練。

## 組織
- 第707特殊任務團「白虎部隊」（백호부대）
- 特戰訓練群（특수전교육단）
- 第1空降特戰旅「禿鷲部隊」（독수리부대，1958年4月1日成立）
- 第3空降特戰旅「飛虎部隊」（비호부대，1969年1月1日成立[4]）
- 第7空降特戰旅「天馬部隊」（천마부대，1974年10月1日成立）
- 第9空降特戰旅「鬼星部隊」（귀성부대，1974年10月1日成立）
- 第11空降特戰旅「黃金蝙蝠部隊」（황금박쥐부대，1977年7月1日成立）
- 第13特殊任務旅「黑豹部隊」（흑표부대，1977年7月1日成立）
- 國際和平支援團（朝鲜语：국제 평화 지원단），前身為1969年成立的第5空降特戰旅「黑龍部隊」（흑룡부대)。

## 歷屆司令
| 漢字名 | 韓語名 | 軍階 | 任期                           | 備註                   |
| ------ | ------ | ---- | ------------------------------ | ---------------------- |
| 曹文煥 |        | 少將 | 1969年8月18日－1972年6月12日   |                        |
| 曹千成 |        | 少將 | 1972年6月12日－1974年12月10日  |                        |
| 鄭柄宙 |        | 少將 | 1974年12月10日－1979年12月13日 | 雙十二政變中被叛軍拔除 |
| 鄭鎬溶 |        | 中將 | 1979年12月13日－1981年3月4日   |                        |
| 朴熙道 |        | 中將 | 1981年3月4日－1982年11月10日   |                        |
| 崔雄   |        | 中將 | 1982年11月10日－1984年7月4日   |                        |
| 陸完植 |        | 中將 | 1984年7月4日－1987年1月15日    |                        |
| 閔丙敦 |        | 中將 | 1987年1月15日－1988年6月30日   |                        |
| 崔翼鳳 |        | 中將 | 2011年11月16日－2012年3月10日  | 因涉嫌性醜聞下台       |
| 尹光燮 |        | 少將 | 2012年3月10日－2012年4月30日   | 原副司令，暫代司令職務 |
| 張駿圭 |        | 中將 | 2012年4月30日－2013年10月30日  |                        |
| 全仁釩 |        | 中將 | 2013年10月31日－2015年4月14日  |                        |
| 張京錫 |        | 中將 | 2015年4月14日－2016年10月29日  |                        |
| 趙鍾雪 |        | 中將 | 2016年10月30日－2017年9月      |                        |
| 南泳臣 |        | 中將 | 2017年9月－2018年8月           | 接任國軍機務司令部司令 |
| 趙英鎮 |        | 少將 | 2018年8月－2018年11月          | 副司令代理             |
| 金正洙 |        | 中將 | 2018年11月－2020年12月6日      |                        |
| 蘇英敏 |        | 中將 | 2020年12月7日－                |                        |